# Denys Puech
Denys Puech (født 3. december 1854 i Gavernac, død december 1942 i Rodez) var en fransk billedhugger.
Puechs familie var landbrugere, men Denys var interesseret i kunsten, og han begyndte som lærling i et marmorværksted i Rodez. Efter to års læretid fik han i 1872 lærepladser i Paris hos François Jouffroy, Alexandre Falguière og Henri Chapu. 
I 1881 og 1883 modtog han andenprisen i prix de Rome, inden han i 1884 fik førstepladsen med Den sårede Mezentius. Dette gennembrud gav ham en række opgaver for staten med at lave buster af en række ledende skikkelser, også af Benito Mussolini (1925). I alt er der registreret 573 værker af Puech. Han grundlagde kunstmuseet i Rodez i 1903.
1. ↑  Navnet er anført på fransk og stammer fra Wikidata hvor navnet endnu ikke findes på dansk.